# Alcis subrufaria
Alcis subrufaria är en fjärilsart som beskrevs av W. Warren 1893. Alcis subrufaria ingår i släktet Alcis och familjen mätare. Inga underarter finns listade i Catalogue of Life.